# Danyliwka (Fastiw)
Danyliwka (ukrainisch Данилівка; russisch Даниловка Danilowka) ist ein Dorf in der ukrainischen Oblast Kiew mit 3600 Einwohnern (2004).

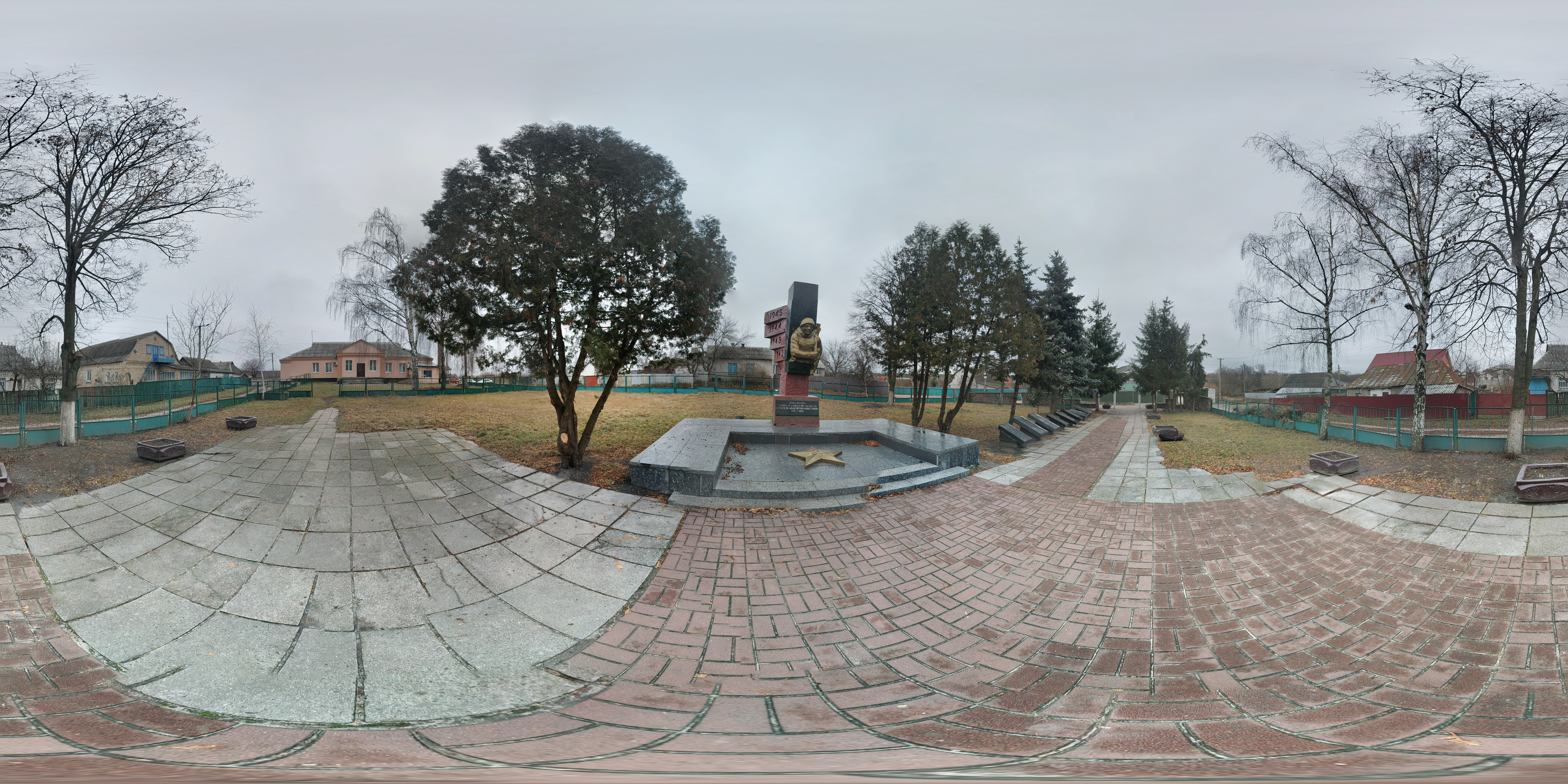
Denkmal im Ort

Das 1243 erstmals schriftlich erwähnte Dorf liegt am Ufer der Bobryzja (Бобриця), einem 13,5 km langen Nebenfluss des Irpin und an der Territorialstraße T–10–38. Das Dorf grenzt im Süden an das Gemeindegebiet der Siedlung städtischen Typs Kalyniwka und befindet sich 15 km nordwestlich vom Rajonzentrum Wassylkiw und 36 km südwestlich der Landeshauptstadt Kiew.
Am 12. Juni 2020 wurde das Dorf ein Teil der neugegründeten Siedlungsgemeinde Kalyniwka, bis dahin bildete es zusammen mit den Dörfern Bobryzja (Бобриця), Koschuchiwka (Кожухівка) und Lypowyj Skytok (Липовий Скиток) die gleichnamige Landratsgemeinde Danyliwka (Данилівська сільська рада/Danyliwska silska rada) im Nordwesten des Rajons Wassylkiw.
Am 17. Juli 2020 kam es im Zuge einer großen Rajonsreform zum Anschluss des Rajonsgebietes an den Rajon Fastiw.